# Skaly Svetlye
Die Skaly Svetlye (englische Transkription von russisch Скалы Светлые Skaly Swetlyje, deutsch ‚Helle Felsen‘) sind eine Gruppe von Felsvorsprüngen im ostantarktischen Mac-Robertson-Land. Sie ragen am Nunatak Gora Koksharova im südlichen Teil der Prince Charles Mountains auf.
Russische Wissenschaftler benannten sie.